# Thriocerodes corporaali
Thriocerodes corporaali là một loài bọ cánh cứng trong họ Cleridae. Loài này được Wolcott & Dybas miêu tả khoa học năm 1947.